# Kinolin
Kinolin (kin[in] + lat. oleum: ulje) je tercijarna organska baza, C9H7N, građena od aneliranih (združenih) prstenova benzena i piridina (benzopiridin), bezbojna uljasta tekućina karakteristična mirisa. Sintetski se dobiva od piridina i glicerola, a tehnički ekstrakcijom iz teškouljne frakcije nakon destilacije katrana kamenog ugljena. Kinolin je osnovni sastojak nekih kinolinskih alkaloida (kinin, kinidin i drugo), važna je sirovina u proizvodnji lijekova, kinolinskih bojila i otapala, sastojak fungicida i sredstava protiv korozije.

## Kinolinsko žutilo
Kinolinsko žutilo, kinolinsko žuto ili kinolinska žuta je umjetno žuto bojilo (indeks boje C.I. 47005), natrijeva sol disulfonske kiseline, dodatak hrani ili prehrambeni aditiv označen E-brojem E104. Istraživanja su pokazala da može izazvati alergiju i dermatitis, a na njegovo djelovanje posebno su osjetljive osobe koje boluju od alergija i astme. U kombinaciji s benzojevom kiselinom (E210) može uzrokovati sindrom hiperaktivnosti kod djece. Odlukom Europskog parlamenta koja je od godine 2010. obvezujuća za sve zemlje članice Europske unije, na deklaraciji namirnica kojima je dodano jedno od sljedećih bojila: E102, E104,E110, E122, E124, E129, mora stajati upozorenje: "Može uzrokovati poremećaj aktivnosti i pažnje djece". Izbjegavati! Zabranjeno je u Japanu, Australiji, Norveškoj i u SAD-u.

## Vanjske poveznice
|  | Zajednički poslužitelj ima još gradiva o temi Kinolin |